# Полочин (Васлуј)
Полочин (рум. Polocin) насеље је у Румунији у округу Васлуј у општини Погонешти. Oпштина се налази на надморској висини од 63 m.

## Становништво
Према подацима из 2002. године у насељу је живело 245 становника, од којих су сви румунске националности.